# Birinci Biləcik
Birinci Biləcik è un comune dell'Azerbaigian situato nel distretto di Şəki. Conta una popolazione di 1 399 abitanti.